# Ziziphus xiangchengensis
Ziziphus xiangchengensis är en brakvedsväxtart som beskrevs av Yi Ling Chen och P. K. Chou. Ziziphus xiangchengensis ingår i släktet Ziziphus och familjen brakvedsväxter. Inga underarter finns listade i Catalogue of Life.